# Flex Alexander
Flex Alexander (* 15. April 1970 als Marc Alexander Knox in New York City) ist ein US-amerikanischer Schauspieler, Stand-Up-Comedian und Tänzer.

## Leben
Flex Alexander wurde 1970 in New York als Marc Alexander Knox und als jüngster von vier Kindern geboren. Sein Vater war Bassist und starb 1989, sein Bruder erlag im Jahr 1997 der Krankheit AIDS. Im Alter von 15 Jahren riss er aus, übernachtete fortan in U-Bahnhöfen und verkaufte Drogen. Er hörte 1988 damit auf, als sein Freund von einem Dealer getötet wurde. Anschließend verdiente er sich das Geld mit Tanzen in New Yorker Clubs. Spinderalla, ein DJ von Salt ’n’ Pepa entdeckte ihn und nahm ihn drei Jahre mit auf Tour. Danach arbeitete Knox für Mary J. Blige und Queen Latifah. 1995 zog Knox nach Los Angeles um sich auf seine schauspielerische Karriere zu konzentrieren.
Am 14. Februar 2000 heiratete er die Singer-Songwriterin Shanice Wilson.  Die beiden sind Eltern einer Tochter (* 2001) und eines Sohns (* 2004).

## Karriere
Flex Alexander gab sein Schauspieldebüt im Jahr 1992 als Gangster in Juice – City-War. Dabei stand er neben Omar Epps, Tupac Shakur und Jermaine Hopkins vor der Kamera. Es folgten weitere Auftritte in Filmen und Serien wie Harlem Hip Hop und New York Undercover, Sister, Sister und Money Train. Er spielte in 21 Folgen die Hauptrolle in der Comedy-Serie Homeboys in Outer Space neben Darryl M. Bell. Es folgte 1997 eine Nebenrolle in dem Thriller City of Industry von John Irvin. Anschließend wirkte er von 1998 bis 1999 in den Filmen Eis – Wenn die Welt erfriert, Santa & Pete und Eine wie keine mit. Von 2001 bis 2006 spielte er die Rolle Flexter Alexander Barnes in 91 Folgen für die US-amerikanische Sitcom One on One. Flex Alexander verkörperte den King of Pop Michael Jackson in dem Fernsehfilm Man in the Mirror: The Michael Jackson Story, der 2004 in den USA ausgestrahlt wurde. Als Three G's stand er neben Samuel L. Jackson in Snakes on a Plane und als Sgt. Jeffrey "Sarge" Millstone in The Hills Have Eyes 2. Es folgten weitere Gastauftritte in den Fernsehserien CSI: Miami, Blue Bloods – Crime Scene New York, Single Ladies und Sketchy.

## Filmografie (Auswahl)
- 1992: Juice – City-War (Juice)
- 1993: Harlem Hip Hop (Where I Live, Fernsehserie, 21 Folgen)
- 1994: New York Undercover (Fernsehserie, Folge The Friendly Neighborhood Dealer)
- 1994: Sister, Sister (Fernsehserie, Folge The Concert)
- 1995: Money Train
- 1996–1997: Homeboys in Outer Space (Fernsehserie, 21 Folgen)
- 1997: City of Industry
- 1997: Der Teamgeist (The Sixth Man)
- 1997: Total Security (Fernsehserie, 13 Folgen)
- 1998: Eis – Wenn die Welt erfriert (Ice)
- 1999: Santa & Pete (Santa and Pete, Fernsehfilm)
- 1999: The Apartment Complex (Fernsehfilm)
- 1999: Eine wie keine (She's All That)
- 1999: The Force (Fernsehfilm)
- 2000–2001: Girlfriends (Fernsehserie, fünf Folgen)
- 2001–2006: One on One (Fernsehserie, 97 Folgen)
- 2001: Eis kalt (Out Cold)
- 2004: Man in the Mirror: The Michael Jackson Story (Fernsehfilm) .... Michael Jackson
- 2006: Snakes on a Plane
- 2007–2010: CSI: Miami (Fernsehserie, zwei Folgen)
- 2007: The Hills Have Eyes 2 (The Hills Have Eyes II)
- 2007: Nice Girls Don’t Get the Corner Office (Fernsehfilm)
- 2010: Blue Bloods – Crime Scene New York (Blue Bloods, Fernsehserie, Folge 1x01 Grenzen der Gewalt)
- 2012: Single Ladies (Fernsehserie, drei Folgen)
- 2012: Sketchy (Fernsehserie, zwei Folgen)